# Terence Crawford
Terence Allan Crawford (Omaha, 28 september 1987) is een Amerikaanse bokser. Hij vecht in de weltergewichtklasse. Hij is sinds 2018 de huidige WBO weltergewichtkampioen en is voormalig WBA, WBC, IBF en WBO titelhouder in het superlichtgewicht en WBO titelhouder in het lichtvlieggewicht.

## Amateurcarrière
Crawford begon al jong met boksen en won als amateur meerdere medailles op Amerikaanse toernooien. Nadat hij zich niet wist te kwalificeren voor de Olympische Spelen van 2008 besloot hij over te stappen naar de profs.  

## Begin carrière
Op 3 maart 2008 maakte Crawford zijn profdebuut. Hij versloeg de Amerikaan Brian Cummings op TKO in de eerste ronde. Ondanks zijn ongeslagen status won hij pas 5 jaar later, in zijn 21e partij, zijn eerste titel.
Hij versloeg op 15 juni 2013 de Mexicaan Alejandro Sanabria en won de WBO NABO Lichtgewichttitel.

## Wereldtitel
Op 1 maart 2014 won Crawford zijn eerste wereldtitel. Hij versloeg de Engelsman Ricky Burns op punten en won daardoor de WBO Lichtgewicht titel. Deze titel wist hij tot tweemaal toe met succes te verdedigen, waarna hij de overstap maakte naar het superlichtgewicht. Op 18 april 2015 won hij de WBO Superlichtgewicht titel door Thomas Dulorme uit Puerto Rico te verslaan op TKO in de zesde ronde. Op 23 juli 2016 won hij ook de WBC Superlichtgewicht titel door de Oekraïner Viktor Postol op punten te verslaan. 